# David Sherman
Pour les articles homonymes, voir Sherman.
Œuvres principales
- L'Épreuve du Jedi

David Sherman, né en 27 février 1944 à Niles en Ohio et mort le 16 novembre 2022 en Floride, est un soldat américain ainsi qu'un écrivain de science-fiction et de littérature militaire.

## Œuvres

### Guerre du Viêt Nam

#### SérieNight Fighter
1. (en) Knives in the Night, 1987
2. (en) Main Force Assault, 1987
3. (en) Out of the Fire, 1987
4. (en) A Rock and a Hard Place, 1988
5. (en) A Nghu Night Falls, 1988
6. (en) Charlie Don't Live Here Anymore, 1989

#### Romans indépendants
- (en) There I Was: The War of Corporal Henry J Morris, USMC, 1989
- (en) The Squad, 1990

### Science-fiction

#### SérieStarFist
Cette série est coécrite avec Dan Cragg.
1. (en) First to Fight, 1997
2. (en) School of Fire, 1998
3. (en) Steel Gauntlet, 1999
4. (en) Blood Contact, 1999
5. (en) TechnoKill, 2000
6. (en) Hangfire, 2000
7. (en) Kingdom's Swords, 2002
8. (en) Kingdom's Fury, 2003
9. (en) Lazarus Rising, 2003
10. (en) A World of Hurt, 2004
11. (en) Flashfire, 2006
12. (en) Firestorm, 2007
13. (en) Wings of Hell, 2008
14. (en) Double Jeopardy, 2009

#### SérieStarFist: Force Recon
Cette série est coécrite avec Dan Cragg.
1. (en) Backshot, 2005
2. (en) PointBlank, 2006
3. (en) Recoil, 2008

#### SérieDemonTech
1. (en) Onslaught, 2002
2. (en) Rally Point, 2003
3. (en) Gulf Run, 2004

#### UniversStar Wars

##### SérieLa Guerre des clones
1. L'Épreuve du Jedi, Fleuve noir, coll. « Star Wars » no 74, 2006 ((en) Jedi Trial, 2004)  (ISBN 2-265-06951-5)Écrit avec Dan Cragg.